# Georg von Boyneburg-Lengsfeld
Georg von Boyneburg-Lengsfeld (1504–1564) war ein hessischer Adliger und landgräflich-hessischer und herzoglich-sächsischer Rat und Diplomat.

## Herkunft
Georg war der dritte, jüngste und einzige den Vater überlebende Sohn des zeitweiligen hessischen Landhofmeisters Ludwig I. von Boyneburg (1466–1537) aus dessen 1490 geschlossenen ersten Ehe mit Mathilde (Mechthildis) von Herda zu Brandenburg (* um 1469; † nach 1508), Tochter des Raban von Herda zu Brandenburg, Hessischer Rat und Statthalter in Kassel, und der Katharina von Hutten. Aufgrund dieser Ehe erwarb der Vater im Jahre 1523 den größten Teil der Stamm- und fuldischen Lehngüter seines Schwiegervaters, die Herrschaft Lengsfeld, die nach Ludwigs Tod an Georg fiel. Der jüngere Halbbruder Ludwig (III.) von Boyneburg (1535–1568) aus Ludwigs zweiter Ehe mit Elisabeth von Meysenbug, Tochter des Wilhelm von Meysenbug und der Gertrud Eckbrecht von Dürkheim, als dessen Vormund Georg bis zu dessen Volljährigkeit fungierte, erbte die hessischen Besitzungen seines Vaters mit der Altenburg bei Felsberg.

## Leben
Georg studierte ab 1517 an der Universität in Wittenberg, wo seit 1513 Martin Luther und ab 1518 auch Philipp Melanchthon lehrten. Danach wechselte er an die Universität Padua und zuletzt an die Universität Marburg, wo er zum Doktor beider Rechte promoviert wurde.
Er wurde Rat des Landgrafen Philipp I. von Hessen, der von 1509 bis 1514 gemeinsam mit ihm im Haushalt des in diesen Jahren die Landgrafschaft Hessen als Vormundschaftsregent verwaltenden Vaters erzogen worden war, und später auch der Kurfürsten von Sachsen, war aber durch die Vormundschaft seines noch im Kleinkindalter befindlichen Halbbruders Ludwig (III.) und seines Neffen Ludwig (1518–1573) und der Verwaltung von deren und den eigenen weitläufigen Besitzungen zu sehr beansprucht, um ein festes und dauerhaftes Hofamt ausüben zu können. So ließ er z. B. im Jahre 1540 den 1525 im Bauernkrieg von einem fränkischer Bauerntrupp zerstörten Ostflügel des Palas auf der Altenburg wieder aufbauen.
Jedoch diente er seinen beiden Landesherren wiederholt in wichtigen diplomatischen Missionen. So war er häufig in Angelegenheiten des Schmalkaldischen Bunds auf Reisen u. a. bei Kaiser Karl V. und auf verschiedenen Reichstagen. Im Mai 1538 reiste er als Gesandter des Landgrafen Philipp, gemeinsam mit Franz Burchart, Bernhard von Mila und dem Theologen Friedrich Myconius als Gesandten des sächsischen Kurfürsten Johann Friedrich, auf Einladung des Königs Heinrich VIII. nach England, um dort eine mögliche Allianz zwischen England und dem Schmalkaldischen Bund auszuhandeln. Die Verhandlungen, auch mit Heinrichs VIII. wichtigstem Berater, dem Lord Siegelbewahrer und Generalvikar Thomas Cromwell, zogen sich bis Ende September hin und endeten schließlich erfolglos, da sich Heinrich VIII. nicht zur Akzeptanz der Augsburger Konfession durchringen konnte. Bis ins Jahr 1548 ist Georg von Boyneburg noch in Verhandlungen mit dem Kaiser erwähnt. Kaiser Karl V. gewährte ihm 1548 wegen treu geleisteter Dienste für seine Stadt Lengsfeld das Recht auf Abhaltung von drei Jahrmärkten. Daraufhin ließ Georg noch im selben Jahr auf eigene Kosten die Straßen der Stadt pflastern.
Georg von Boyneburg-Lengsfeld starb unverheiratet 1564. Sein Besitz wurde nach langen Erbstreitigkeiten an seine Neffen verteilt.